# Kielniki
Kielniki (342 m n.p.m.) – wzniesienie na Wyżynie Częstochowskiej w Olsztynie w województwie śląskim, w powiecie częstochowskim. Tuż po północno-zachodniej stronie Kielników znajdują się wzniesienia Cegielnia i Góra Statkowa, dużo dalej na południe – porośnięte lasem wzniesienie Knieje. Jest to teren Wyżyny Częstochowskiej w makroregionie Wyżyny Krakowsko-Częstochowskiej.
Kielniki to wzniesienie o niewielkiej wybitności, z rzadka porośnięte drzewami i krzewiastą roślinnością. Znajduje się w nim nieczynny kamieniołom Kielniki. W skałach są dwie jaskinie: Magazyn i Jaskinia w Kielnikach.
Przez Kielniki z prowadzi znakowana ścieżka dydaktyczna z Olsztyna i szlak turystyczny.
 Olsztyn – Kielniki – Knieje – rezerwat przyrody Sokole Góry